# 筑波大学式低周波鍼通電療法
筑波大学式低周波鍼通電療法（つくばだいがくしきていしゅうははりつうでんりょうほう）は、筑波大学理療科教員養成施設が中心となって研究を進めている鍼通電療法（EAT Electric Acupuncture Therapy、en:Electroacupuncture）である。鍼通電療法はパルス療法とも言い、体内に刺入した鍼を電極として、低周波を通電する鍼治療法である。

## 概要
筑波大学式低周波鍼通電療法は、元々、人体への低周波鍼通電刺激によって起こる鍼麻酔現象に伴う種々の生体反応（筋血流の増加、交感神経活動の抑制など）を治療に応用する目的で研究が開始された。
筑波大学式低周波鍼通電療法の特徴は、従来の経穴や鍼灸手技といった科学的根拠の明確でない概念を極力排除している点である。具体的には、刺激する対象を解剖学的見地から定めることに加え、通電の周波数を明らかにすることで、従来の鍼治療と比して、生体に対する刺激の客観性・再現性（＝科学性）を高めている。
なお、刺激する組織や周波数を明確にしない、比較的簡便な方式の低周波鍼通電療法も広く鍼灸臨床の場で用いられている。

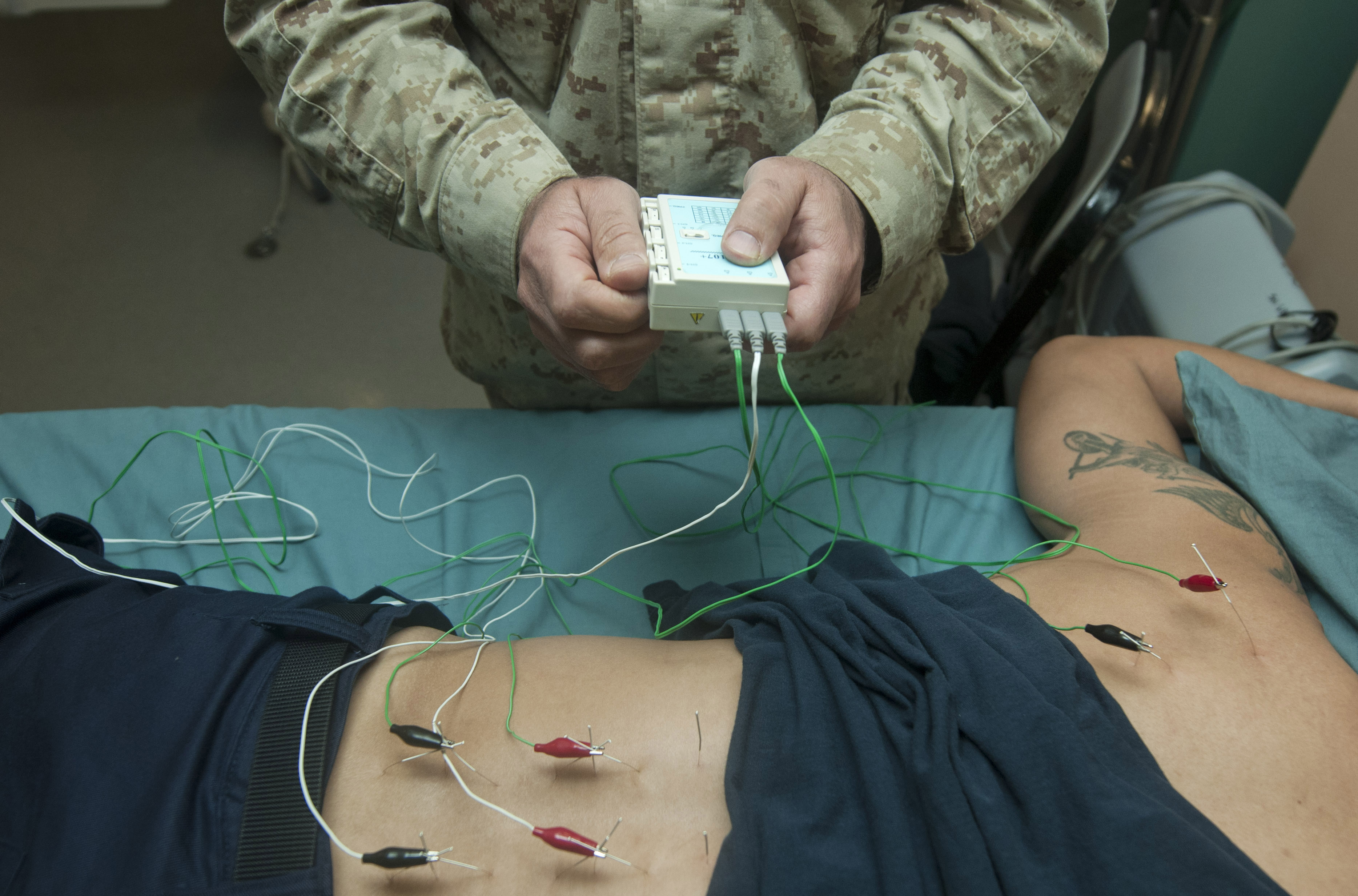
鍼に低周波を通電

## 理論的背景
体性自律神経反射など

## 種類
対象とする組織によって、以下のように分類される。
- 皮下パルス（皮下結合組織を対象とする）
- 筋パルス（筋組織を対象とする）
- 神経パルス（末梢神経組織を対象とする）
- 反応点パルス（対象を厳格には定めず経穴部、圧痛点などを対象とする）